# Hubble European Space Agency Information Centre
O Hubble European Space Agency Information Centre (HEIC) ou Centro de Informação da Agência Espacial Europeia Hubble é um escritório de comunicação científica, estabelecido no Space Telescope - European Coordinating Facility (ST-ECF) em Munique, Alemanha, no final de 1999. Esta iniciativa foi tomada para cumprir a missão da NASA/ESA Tarefas de divulgação e educação do Telescópio Espacial Hubble (HST, em inglês) para a Agência Espacial Européia (ESA, em inglês), conforme descrito em um acordo entre a NASA e a ESA.
Ao longo dos últimos anos, a HEIC tornou-se um escritório de comunicação muito distinto de especialistas usando os mais novos softwares e técnicas. O escritório europeu do Hubble produziu grandes quantidades de material astronômico adequado tanto para fins educacionais quanto para o consumo público em geral. A HEIC fornece um arquivo bem variado que está disponível publicamente em sua página da web.
O trabalho é centrado na produção de notícias e lançamentos de fotos que destacam resultados e imagens interessantes da ciência do Hubble. Estes são muitas vezes de origem europeia e, portanto, não apenas aumentam a conscientização sobre a participação do Hubble da ESA (15%), mas a contribuição de cientistas europeus para o observatório. Além disso, o grupo produz lançamentos em vídeo, material educacional inovador, CD-ROMs, folhetos, pôsteres, além de DVDs, quiosques de informações de museus e muito mais.